# The Carpenters
The Carpenters — американський поп-дует з Коннектикута, який складався з брата і сестри Річарда і Карен Карпентерів. Дует був дуже популярний у 1970-ті, і було продано більш ніж сто мільйонів альбомів Карпентерів, а їхній альбом «Close to You» займає 175 місце у списку 500 найкращих альбомів усіх часів за версією журналу Rolling Stone. Досі залишилися популярними деякі їхні пісні, такі як «(They Long to Be) Close to You», «Yesterday Once More» та ін.
Дует розпався у 1983 році у результаті смерті солістки «The Carpenters» Карен у віці 32 років від анорексії.

## Дискографія
- Ticket to Ride — 1969
- Close To You — 1970
- Carpenters — 1971
- A Song for You — 1972
- Now & Then — 1973
- Horizon — 1975
- A Kind of Hush — 1976
- Passage — 1977
- Christmas Portrait — 1978
- Made in America — 1981
- Voice of the Heart — 1983
- An Old-Fashioned Christmas — 1984
- Lovelines — 1989
- As Time Goes By — 2001